# Georg Khisl von Kaltenbrunn

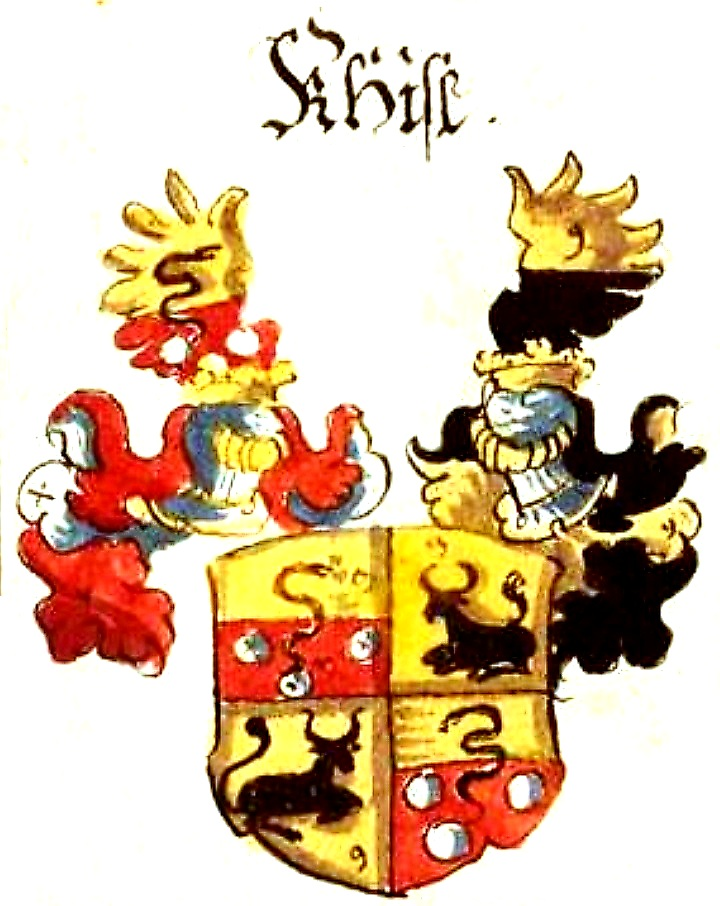
Wappen der Khisl, um 1600 im Codex iconographicus 307

Georg Khisl, Freiherr auf Kaltenbrunn und Gonowitz (slowenisch Jurij Khisl; * 1558; † 1605) war ein österreichischer Staatsmann im Herzogtum Krain. Er war Mitglied des adeligen Hauses Khisl.

## Herkunft
Khisls Vater war der innerösterreichische Unternehmer und Hofkammerpräsident Johann Khisl von Kaltenbrunn, gestorben 1591, sein Großvater der Laibacher Bürgermeister Veit Khisl, sein Bruder Johann Jakob Khisl.

## Leben
Georg Khisl war innerösterreichischer Regierungsrat (1583), krainischer Landesverweser (1592), krainischer Gesandter auf dem Reichstag in Regensburg (1594), Oberst-Erblandjägermeister in Krain und in der Windischen Mark sowie Oberst-Erblandtruchseß in Görz.
Khisl war Anhänger und Förderer des Protestantismus in der Krain. Er verfasste die 1575 erschienene Biographie über den österreichischen Heerführer Herbard VIII. von Auersperg, der in hohem Maße dazu beigetragen hatte, dass die Reformation in Krain Fuß fasste. In den Jahren 1582 bis 1584 war er Förderer des protestantischen Poeten Nicodemus Frischlin, der von 1582 bis 1584 in Laibacher als Leiter der dortigen evangelischen Stiftsschule tätig war. Im Jahr 1588 kam er in den Besitz von Schloss Billichgrätz.

## Familie
Verheiratet war Georg Khisl mit Katharina von Kollnitz. Er hinterließ als einziges Kind die Tochter Anna Maria.